# Пырлиграс, Мирча-Эмилиан
Мирча-Эмилиан Пырлиграс (рум. Mircea-Emilian Pârligras; род. 28 декабря 1980) — румынский шахматист, гроссмейстер (2002).
Двукратный чемпион Румынии (2001 и 2016).
В составе национальной сборной участник шести олимпиад (2002—2008, 2012—2014) и пяти командных чемпионатов Европы (2005, 2011—2017).
Участник Кубка мира 2011 года.

## Изменения рейтинга
| Графики недоступны из-за технических проблем. См. информацию на Фабрикаторе и на mediawiki.org. |